# Dürriyə
Dürriyə è un comune dell'Azerbaigian situato nel distretto di Astara. Conta una popolazione di 697 abitanti.